# Госткина, Нина Фёдоровна
Нина Фёдоровна Госткина (29 октября 1923, Пилесево, Симбирская губерния — 21 ноября 2015, Саранск) — советский педагог, учительница Луньгинской восьмилетней школы Ардатовского района Мордовской АССР. Герой Социалистического Труда (1968).

## Биография
Родилась 29 октября 1923 года в селе Пилесево (ныне — Атяшевского района Республики Мордовия) в семье учителей. Мордовка. Отец, Фёдор Григорьевич Госткин, работал преподавателем математики в педагогическом училище в соседнем селе Козловка. После окончания 7 классов пошла по стопам отца.
В 1940 году окончила Козловское педагогическое училище. Трудовую деятельность начала учителем математики в средней школы в селе Андреевка Атяшевского района, затем была переведена на должность инспектор РОНО Козловского района. В 1945 году продолжила учёбу, поступила в Мордовский педагогический институт имени А. И. Полежаева, на факультет русского языка и литературы. По окончании учёбы в 1949 году осталась работать на кафедре педагогики ассистентом. В 1950 году вернулась на родину, пришла на работу в педучилище, которое сама окончила.
В 1953 году, после сокращения училища, стала работать учителем русского языка и литературы в средней школе села Козловка. Вскоре перешла работать в неполную среднюю школу села Луньга Ардатовского района, где директором школы работал её муж. Это была национальная школа, в которой, как и везде, у языковедов не было «узкой» специализации. Уроки приходилось вести и на мордовском, и русском языках. Если родной язык дети знали с рождения, общение на русском для них начиналось практически лишь с пятого класса, но к окончанию школы многие выпускники владели русским языком как родным. В Луньгинской школе преподавание языков и литературы было поставлено так, что работа Н. Ф. Госткиной была примером и для городских учителей.
Позднее, в 1968 году, в её характеристике отмечалось: «Уроки Госткиной Н. Ф. характеризуются высокой идейностью, разнообразием приёмов и методов обучения, активностью школьников. Развивая мышление и познавательные способности учащихся, она постоянно привлекает материал жизни, практики, широко применяет на уроках самостоятельные и творческие работы учащихся, умело опирается на жизненный опыт. Сумела привить к детям мордовской национальности любовь к русскому языку, за последние пять лет по её предмету нет второгодников и неуспевающих».
Указом Президиума Верховного Совета СССР от 1 июля 1968 года за большие заслуги в деле обучения и коммунистического воспитания учащихся Госткиной Нине Фёдоровне присвоено звание Героя Социалистического Труда с вручением ордена Ленина и золотой медали «Серп и Молот».
Высокие награды ей вручили в Луньге, в сельском Доме культуры, куда с трудом после летних ливней доехал депутат Верховного Совета СССР К. А. Бекшаев.
В 1976 году супруги переехали на новое место работы, в пгт. Луховка рядом со столицей республики. Здесь ещё несколько лет до выхода на пенсию работала в местной школе. В 1979 году взяла фамилию мужа, стала Абрамовой, хотя к тому времени они прожили вместе более 20 лет.
Умерла в ноябре 2015 года.
Награждена орденом Ленина, медалями.